# Gruppo Sportivo Hockey Pordenone 1976
Questa voce raccoglie le informazioni riguardanti il Gruppo Sportivo Hockey Pordenone nelle competizioni ufficiali della stagione 1975.

## Maglie e sponsor
| 1ª divisa |